# 生産緑地地区
生産緑地地区（せいさんりょくちちく）とは、都市計画上、農林漁業との調和を図ることを主目的とした地域地区のひとつであり、その要件等は生産緑地法によって定められる。市街化区域内の土地のうち、一定の要件を満たす土地の指定制度（生産緑地地区制度）に沿って、管轄自治体より指定された地区を指す。この制度により指定された農地または森林のことを生産緑地（せいさんりょくち）と呼ぶ。

## 概要
昨今、大都市圏など一部地域において都市化が急速に進んでいるが、いっぽう緑地が本来持つ地盤保持や保水などの働きによる災害の防止、および農林漁業と調和した都市環境の保全などのため、将来にわたり農地または緑地等として残すべき土地を自治体が指定することにより、円滑な都市計画を実施することを主目的としている。
また、大都市圏の一部自治体においては、生産緑地指定を受けることで、固定資産税課税の基礎となる評価が農地並みになる措置が受けられる措置もある。
なお、一旦指定を受けた土地は、一定の要件を満たす場合のほかは原則として解除できない。
生産緑地には営農義務が生じるが、実際は耕作していないのに耕作しているようにみせかけ、特典のみを享受する事例が報告されて問題になった。

## 農地課税の扱いが異なる自治体
主に市街化区域内の農地の宅地転用を促す目的で、大都市圏の一部自治体においては、市街化区域内の農地について固定資産税および相続税の課税が宅地並みに引き上げられた。しかしながら、農地や緑地の持つ前述の役割が都市部においても変わるわけではないので、生産緑地地区が誕生した。
当初は条件が厳しかったが、長期に営農することで課税を農地並みにしていた長期営農継続制度が1991年に廃止されることとなり、状況が変化した。このままでは市街化区域農地に対して宅地並み課税が課せられるので、その対策として「生産緑地については農地課税を継続する」こととなり、生産緑地の指定条件も緩和されたため、この制度による指定を受ける農地が増加した。
なお、該当する自治体は次のように定められている。
- 東京23区
- 首都圏・近畿圏・中部圏内の政令指定都市
- 首都圏整備法・近畿圏整備法・中部圏開発整備法に規定する一定の区域内（中部圏の場合は都市整備区域内）にある市

## 要件
生産緑地に指定する（または地権者等が要望して生産緑地としての指定を受ける）際には、生産緑地法により定められている次のような要件を満たすことを、所轄自治体が審査する。

## 主な要件
- 農林漁業などの生産活動が営まれていること、または公園など公共施設の用地に適していること。
- 面積が 500m2以上であること（森林、水路・池沼等が含まれてもよい）（なお、2017年施行の生産緑地法の改正により一部緩和された。詳細は後述する）。
- 農林漁業の継続が可能であること（日照等の条件が営農に適している等）。
- 当該農地の所有者その他の関係権利者全員が同意していること。

## 2022年問題
前述のように、1991年の長期営農継続制度の廃止とその対策の生産緑地指定条件緩和から30年以上が経過する2022年以降、農家の高齢化・後継者不足による離農により都市部の多くの広大な土地が生産緑地指定を解除され（後述する「生産緑地の指定解除」の節も参照）、宅地として不動産市場に流れることで地価が下落・大暴落する懸念が「2022年問題」として論じられた。

### 対策
対策として、2017年に生産緑地法の改正で「特定生産緑地」の指定制度が導入され、指定されると後述する市区町村への買取申し出できる期間がさらに10年間先送りされる。また、先述の面積の要件についても、市区町村の条例で300m2まで緩和できるようになり、さらにこれまでは制限されてきた農産物の加工・販売設備や、食堂・レストランといった、農産物を利用した収益的事業のための施設の設置ができるようになった。

#### 結果
こうした政策もあり、2022年に行われた国土交通省都市局の調査で、1992年に生産緑地に指定された農地（全生産緑地面積の8割を占める）のうち、2022年末の時点で89.3%が特定生産緑地に指定されたこともあり、不動産業界関係者・専門家の間では「『2022年問題』はほぼ杞憂に終わったと言えるだろう」との認識がなされ始めている。

## 生産緑地になると

### 受けられる措置
- 生産緑地であることを示す標識が設置される。
- 固定資産税が一般農地並みの課税となる。
- 相続税の納税猶予の特例などが設けられている（ただし自身が耕作していない場合は除く）。
- 農地等として維持するための助言や、土地交換の斡旋などを自治体より受けることができる。

### 制限される行為
- 当該土地の所有者または管理者等に、農地としての維持管理を求められる。
- 農地以外としての転用・転売はできない（農地としての転売については農地法による手続きにより可能）。
- 生産緑地地区内において建築物等の新築・改築・増築や、宅地造成等土地の形質の変更は出来ない。ただし農業等を営むために必要であり周辺環境に悪影響を及ぼさないもの（ビニールハウス、水道設備や従業員の休憩所等）は市区町村長の許可を受けて設置することができる（なお、先述したように、2017年施行の生産緑地法の改正により一部緩和された）。
- 土石の採取、水面の埋め立て、干拓などが制限される。
- 上記に違反した場合、原状回復命令が出されることがある。

### 生産緑地の指定解除
以下のいずれかに該当する場合に市区町村に買取申し出を行い、市区町村が買収せず、買取希望照会・農業経営者への買取凱旋を経て生産緑地として買収する者がいない場合には生産緑地の指定が解除される。
- 生産緑地の指定後30年経過。
- 土地所有者または主たる従事者の疾病・障害等により農業等の継続が困難な場合。
- 土地所有者の死亡により相続した者が農業等を営まない場合。